# Taye Taiwo
Taye Ismaila Taiwo (Lagos, 16. travnja 1985.) bio je nigerski nogometaš. Nastupao je i za nigerijsku nogometnu reprezentaciju.

## Vanjske poveznice
- Profil na Transfermarktu
- Profil na Soccerwayu